# Швидлер, Мальвина Зиновьевна
Мальвина Зиновьевна Швидлер (19 августа 1919, Одесса — 15 июля 2011, Киев) — советская и украинская актриса театра и кино. Народная артистка Украины (1996).

## Биография
Родилась 19 августа 1919 года в Одессе в семье колониста Парафиановской волости Вилейского уезда Виленской губернии, управляющего кирпичного завода Зискинда Григорьевича Свидлера (1889—?) и немировской мещанки Эстер Аврумовны Швидлер (в девичестве Маранц, 1887—?), заключивших брак там же 10 января 1919 года. В 1939 году закончила Одесское театральное училище и играла в Одесском театре миниатюр. В 1939—1941 годах была актрисой Львовской филармонии, во время войны служила в 1941—1944 годах в Ташкентском академическом русском драматическом театре им. М. Горького. После войны с 1945 года была актрисой Киевского государственного театра русской драмы им. Леси Украинки.
Умерла 15 июля 2011 года после продолжительной болезни. Похоронена в Киеве на Байковом кладбище (участок № 1).

## Семья
- Первый муж (1939—1973) — Борис Михайлович Жолков, украинский советский кинематографист, кинопродюсер.

## Награды
- Медаль «За трудовое отличие» (30.06.1951)[3].
- Заслуженная артистка Украинской ССР (1972).
- Народная артистка Украины (18.01.1996).

## Работы в театре

### Театр русской драмы имени Леси Украинки
- «Горе от ума» (1945)
- «Дамы и гусары» (1946)
- «Обыкновенный человек» (1946)
- «Каменный властелин» (1946)
- «Памятные встречи» (1946)
- «Бессмертие» (1947)
- «Женитьба Фигаро» (1947)
- «Московский характер» (1948)
- «Госпожа министерша» (1948)
- «Сказка о правде» (1948)
- «Карьера Бекетова» (1949)
- «Обрыв» (1949)
- «У порога» (1949)
- «Директор» (1950)
- «Свадьба с приданым» (1950)
- «Жизнь начинается снова» (1950)
- «Учитель танцев» (1950)
- «Тридцать серебреников» (1951)
- «Рассвет над Москвой» (1951)
- «Слуга двух господ» (1952)
- «Мертвые души» (1952)
- «К новому берегу» (1953)
- «Раки» (1953)
- «Весна в Москве» (1953)
- «Стрекоза» (1954)
- «Мораль пани Дульской» (1955)
- «Три сестры» (1955)
- «Годы странствий» (1955)
- «Ложь на длинных ногах» (1956)
- «Рассвет над морем» (1957)
- «Второе дыхание» (1957)
- «В поисках радости» (1958)
- «Потерянный сын» (1961)
- «Забавный случай» (1960)
- «Океан» (1961)
- «Перед ужином» (1962)
- «Центр нападения умрёт на рассвете» (1962)
- «Лес» (1962)
- «Нас где-то ждут» (1963)
- «Сенсация № 1» (1965)
- «В день свадьбы» (1964)
- «Дон Карлос» (1965)
- «Хождение по мукам» (1966)
- «Встречи поздние и ранние» (1966)
- «Брак по конкурсу» (1967)
- «Далекие окна» (1967)
- «Традиционный сбор» (1967)
- «На всякого мудреца довольно простоты» (1969)
- «Странная миссис Сэвидж» (1968)
- «Правду! Ничего, кроме правды!!!» (1969)
- «Разгром» (1970)
- «Мария» (1970)
- «Дети Ванюшина» (1970)
- «Великоманиев» (1971)
- «Затюканный апостол» (1971)
- «Каменный властелин» (1971)
- «Бесприданница» (1973)
- «Второе свидание» (1972)
- «Добряки» (1973)
- «Последние дни» (1974)
- «Власть тьмы» (1974)
- «Странный доктор» (1975)
- «Без труб и барабанов» (1975)
- «Как важно быть серьёзным» (1976)
- «Кремлёвские куранты» (1977)
- «Хозяйка» (1978)
- «Пять дней в июле» (1980)
- «Игрок» (1982)
- «Филумена Мартурано» (1983)
- «Бумажный патефон (Счастье мое)» (1984)
- «ОБЭЖ» (1985)
- «Мамаша Кураж и её дети» (1986)
- «Священные чудовища» (1987)
- «Кровавая свадьба» (1988)
- «Перламутровая Зинаида» (1988)
- «Самоубийца» (1989)
- «Без вины виноватые» (1991)
- «Метеор» (1992)
- «Генералы в юбках» (1993)
- «Двери хлопают» (1996)
- «И всё это было… и всё это будет…» (2001)

## Фильмография
1. 1948 — Третий удар — татарка
2. 1955 — Приключения с пиджаком Тарапуньки (короткометражный фильм) — швея
3. 1965 — Гадюка — Роза Абрамовна, соседка Ольги Зотовой по коммуналке
4. 1966 — Наедине с ночью
5. 1970 — Путь к сердцу — врач-ординатор
6. 1971 — Где вы, рыцари? — мама Жанночки Ситниковой
7. 1978 — Хозяйка
8. 1989 — Имя твоё — эпизод
9. 1993 — Западня — Ида, служанка у Вагмана

## Озвучивание мультфильмов
1. 1975 — Какого рожна хочется?
2. 1981 — Алиса в Стране чудес
3. 1983 — Савушкин, который не верил в чудеса